# Paris, France (album)
Pour les articles homonymes, voir Paris (homonymie) et France.
Albums de France Gall
France Gall / Live Théâtre des Champs-Élysées
(1978) Tout pour la musique
(1981)
Singles
1. Il jouait du piano debout
Sortie : juin 1980
2. Bébé comme la vie
Sortie : octobre 1980

Paris, France est un album studio de France Gall sorti en 1980. 
Il a été certifié disque de platine pour plus de 400 000 exemplaires écoulés en France.

## Titres
| 1.    | Il jouait du piano debout           | 4:36 |
| 2.    | La chanteuse qui a tout donné       | 2:46 |
| 3.    | Trop grand pour moi                 | 3:11 |
| 4.    | Plus d'été                          | 3:07 |
| 5.    | Les moments où j'aime tout le monde | 1:37 |
| 6.    | Bébé comme la vie                   | 3:19 |
| 7.    | La Mort douce                       | 3:28 |
| 8.    | Parler, parler                      | 2:55 |
| 9.    | Plus haut                           | 2:50 |
| 10.   | Ma vieille Europe                   | 4:26 |
| 32:15 |                                     |      |

## Crédits

### Paroles et musique
- Michel Berger

### Musiciens
- Piano : Michel Berger
- Synthétiseurs, orgue Hammond, piano électrique : 
  - Georges Rodi
  - Michel Berger sur Ma vieille Europe
- Basse : Jannick Top
- Guitares : Slim Pezin
- Percussions : Marc Chantereau
- Batterie : Simon Phillips
- Saxophone, clarinette, flûte : Patrick Bourgoin
- Chœurs : Bernard Ilous, France Gall

### Production
- Production : Michel Berger
- Prise de son et mixage : Jean-Pierre Janiaud, Patrick Foulon
- Enregistrement : Studio Gang à Paris
- Éditeurs : 
  - Éditeur d’origine : Éditions Colline
  - Droits transférés aux Éditions Apache France
- Album original : 33 tours / LP stéréo  Atlantic / WEA 50707 sorti le 19 mai 1980
- Photographies : 
  - Recto verso pochette : Michel Berger
  - Intérieures : Michel Berger, Thierry Boccon-Gibod
- Première édition en CD  : WEA Music 2292-42151-2 sorti le 15 novembre 1990 - Photographies : Michel Berger, Thierry Boccon-Gibod

## Autour de l’album
- Il jouait du piano debout : du fait que France Gall enregistra quelques mois après de la même année ses duos avec Elton John[2], une confusion médiatique fera que l'on citera pendant longtemps Elton John comme étant l'inspirateur de cette chanson[3]. Il faudra attendre plusieurs années, bien que Michel Berger et France Gall l'aient maintes fois répété ou écrit, avant qu'en soit rétablie l'exactitude : « Cette chanson sur la différence, inspirée par Jerry Lee Lewis, sera no 1 tout l'été (1980) »[4].
- Plus haut (première version) : cette chanson, avec le temps et la disparition de son auteur, va prendre une dimension particulière pour France Gall. Mise poétiquement en scène à deux reprises par Robert Fortune lors des prestations publiques de la chanteuse en 1982 et 1984[5], cette chanson, réorchestrée par France Gall, sera celle qui, selon ses déclarations, justifiera son dernier album studio[6].